# Otok (Metlika, Slovenija)
Otok je naselje u slovenskoj Općini Metliki. Otok se nalazi u pokrajini Dolenjskoj i statističkoj regiji Jugoistočnoj Sloveniji. 

## Stanovništvo
Prema popisu stanovništva iz 2002. godine naselje je imalo 67 stanovnika.